# Gotitas de amor
Gotitas de amor är det femte studioalbumet från den belgiska sångerskan Belle Perez.  Albumet gavs ut i två versioner. Den första den 23 augusti 2006 och den andra den 22 juni 2007. Den första versionen innehåller 14 låtar och den andra 15 låtar. Ett livealbum med samma titel släpptes även år 2007.
Albumet debuterade på plats 5 på den belgiska albumlistan den 2 september 2006 och nådde plats 3 den andra veckan, den 9 september. Det låg totalt 25 veckor på listan i Belgien. Albumet debuterade på plats 17 på den nederländska albumlistan den 26 augusti 2006 och nådde plats 4 den andra veckan, den 2 september. Det låg totalt 34 veckor på listan i Nederländerna.

## Låtlista
| 1. El mundo bailando – 2:56 2. Ave Maria – 4:29 3. Gotitas de amor – 3:08 4. Amor latino – 3:09 5. Quién eres – 3:06 6. Ay mi vida – 3:17 7. Hoy (Le pido a dios) – 3:55 8. Mi primer amor – 3:46 9. Fiesta – 3:09 10. La distancia – 3:46 11. Salome – 4:05 12. Gotitas de amor (Maxi Version) – 5:55 13. Ave Maria (Live) – 4:28 14. El mundo bailando (Live & Acoustic) – 3:05 | 1. Dime – 3:36 2. Que viva la vida – 3:00 3. Enamorada – 3:00 4. Ay mi vida – 3:17 5. Amor latino – 3:09 6. Bailaremos – 3:26 7. Loca de amor – 3:45 8. El mundo bailando – 2:56 9. Gotitas de amor – 3:08 10. Sobrevivre – 3:08 11. Ave Maria – 4:29 12. Quién eres – 3:06 13. Mi primer amor – 3:46 14. Hoy (Le pido a dios) – 3:55 15. Gotitas de amor (Maxi Version) – 5:55 |

## Listplaceringar
| Lista (2006-2007) | Topplacering |
| ----------------- | ------------ |
| Belgien           | 3            |
| Nederländerna     | 4            |

## Medverkande
| - Adriana Romijn — Körsång - Alain Joseph — Bas - Angelo Crisci — Trummor - Carlo Mertens — Trumpet, Horn - Christophe Pons — Gitarr - Corina Braemt — Bakgrundssång - Didier Chapelle — Dragspel, Keyboard - Fabio Picchi — Piano - Francesco Palmeri — Bakgrundssång, Akustisk gitarr, Gitarr - Frank Deruytter — Horn | - Franky Rampen — Körsång - Gwenaël Micault — Dragspel - Ibernice Macbea — Bakgrundssång - Ingrid Simons — Körsång - Juan Sarria — Gitarr, Sång - Kelly Ter Horst — Bakgrundssång - Martijn De Laat — Horn - Nani Guerrero — Bakgrundssång, Gitarr, Sång - Nico Schepers — Trumpet, Horn - Pascale Michiels — Bakgrundssång | - Patrick Mortier — Trumpet - Raul Fernandez — Gitarr, Sång - Rich Ascroft — Körsång - Roberto Mercurio — Bas - Serge Plum — Horn - Vincent Pierins — Bas - Wilfredo Hernandez — Slagverk, Sång - Yvan Brunetti — Bakgrundssång |